# East Palestine
East Palestine ist ein als Village klassifizierter Ort im Nordosten des Bundesstaats Ohio der Vereinigten Staaten von Amerika. Er liegt etwa 30 km südlich von Youngstown im Unity Township des Columbiana Countys nahe der Bundesstaatsgrenze zu Pennsylvania. Das U.S. Census Bureau ermittelte bei der Volkszählung 2020 eine Einwohnerzahl von 4761.

## Geographie

### Geographische Lage
East Palestine liegt auf den nordwestlichen Ausläufern des Allegheny-Plateaus, einem Teil des Appalachen-Plateaus. Das Ortsgebiet sowie die nördlich und westlich davon gelegenen Gebiete sind mit sanften Hügeln vergleichsweise flach, während südlich und in geringerem Umfang auch östlich des Orts größere Erhebungen liegen. Der Bach Leslie Run, ein Zufluss des Little Beaver Creek, fließt von seiner Quelle nordwestlich des Orts Richtung Süden durch East Palestine und nimmt dort das Wasser des wenige Kilometer östlich entspringenden Bachs Sulphur Run auf.

### Nachbarorte
Die unmittelbaren Nachbarorte von East Palestine sind New Waterford im Westen, Enon Valley im Osten und Negley im Süden. Die nächsten größeren Siedlungen sind das etwa 30 km nordwestlich gelegene Salem, die ebenfalls etwa 30 km entfernte Stadt Youngstown im Norden und das etwa 70 km südöstlich gelegene Pittsburgh.

## Geschichte
Thomas McCalla und William Grate kartierten 1828 eine neue Siedlung südöstlich des bestehenden Orts Columbiana, der sie zunächst den Namen Mechanicsburg gaben. Die ersten Bewohner gehörten überwiegend der religiösen Gemeinschaft der Quäker an. Wie auch andere Orte der Region, etwa New Galilee, erhielt Mechanicsburg 1832 mit Palestine einen religiös motivierten Namen. Wenig später folgte die Umbenennung in East Palestine, um Verwechslungen mit dem im Westen von Ohio im Darke County gelegenen Dorf Palestine zu vermeiden.
Ende 1851 eröffnete die Ohio and Pennsylvania Railroad eine Bahnstrecke von Allegheny City (Pittsburgh) nach East Palestine, die im folgenden Jahr bis Massillon verlängert und schließlich ab 1858 ein Teil der ersten Bahnverbindung zwischen Pittsburgh und Chicago wurde. 1869 erwarb die Pennsylvania Railroad die Bahnstrecke, die zu einer ihrer wichtigsten Hauptstrecken wurde und diese Rolle auch bei den Nachfolgegesellschaften Penn Central und Conrail behielt. Seit 1. Juni 1999 gehört die Strecke zum Netz der Norfolk Southern Railway.
Die verbesserte Verkehrsanbindung begünstigte die Ansiedlung von Industrie- und Gewerbebetrieben im bisher landwirtschaftlich geprägten East Palestine. Ein wichtiger Wirtschaftszweig war die Herstellung von Keramik: 1912 beschäftigte der größte ansässige Hersteller, die W. S. George Pottery Company, mit 750 Mitarbeitern etwa ein Drittel der Einwohner im arbeitsfähigen Alter. Wenige Jahre später war für die 1909 gegründete McGraw Tire and Rubber Company, die Autoreifen produzierte, eine ähnlich hohe Zahl an Arbeitern tätig. Der landwirtschaftliche Sektor konzentrierte sich ab Anfang des 20. Jahrhunderts vor allem auf den Obstbau. Ab den 1960er-Jahren wurden im Nordosten Ohios und der Region Pittsburgh zahlreiche Industriebetriebe in andere Regionen verlagert oder geschlossen (Rust Belt). Trotz der Schließung der beiden größten örtlichen Betriebe war diese Entwicklung in East Palestine jedoch weniger drastisch als in umliegenden Städten.
1875 wurde East Palestine als village zu einer eigenständigen Gebietskörperschaft. Die Erhebung zur City erfolgt im Bundesstaat Ohio automatisch, wenn bei einer amtlichen Volkszählung mehr als 5000 Einwohner registriert werden. Dies war in East Palestine 1920 der Fall. 2011 erfolgte die Rückstufung zum village, nachdem sowohl im Jahr 2000 als auch 2010 weniger als 5000 Einwohner im Ort ansässig waren.
Am 3. Februar 2023 entgleisten beim Eisenbahnunfall von East Palestine 50 Wagen eines Güterzugs der Norfolk Southern Railway am östlichen Ortsende von East Palestine. Mehrere Wagen gerieten in Brand, darunter mit Vinylchlorid beladene Kesselwagen, und verursachten ein bis zum 6. Februar andauerndes Feuer, bei dem große Mengen giftiger Chemikalien freigesetzt wurden. Es sind keine Personen durch den Unfall verletzt oder getötet worden; langfristige Umweltschäden werden jedoch befürchtet.

## Infrastruktur

### Verkehr
Direkt nördlich von East Palestine verläuft die Staatsstraße Ohio State Route 14 von Nordwesten kommend zur Bundesstaatsgrenze nach Pennsylvania und geht dort in Pennsylvania Route 51 nach Pittsburgh über. Die in derselben Richtung verlaufende Schnellstraße Interstate 76 liegt etwa zehn Kilometer nördlich von East Palestine. Ohio State Route 170 führt in Nord-Süd-Richtung von Youngstown nach Negley durch den Ort.
Die durch East Palestine führende Bahnstrecke von (Pittsburgh–)Conway Yard nach Alliance(–Chicago) ist eine wichtige Hauptstrecke der Norfolk Southern Railway. Mit Ausnahme eines täglichen Amtrak-Zugs (Capitol Limited) ohne Zwischenhalt in East Palestine dient sie ausschließlich dem Güterverkehr. Im Osten von East Palestine besitzt ein Gewerbebetrieb einen Gleisanschluss.
ÖPNV existiert nicht in East Palestine.

### Bildung
East Palestine liegt im Schulsprengel des East Palestine City School District, der seinen Sitz im Ort hat. Auch die Schulen befinden sich direkt in East Palestine, ebenso eine 1920 eröffnete öffentliche Bibliothek.

## Söhne und Töchter der Stadt
- R. S. Hamilton (1879–1960), Mitglied des Repräsentantenhauses von Oregon und dessen 33. Sprecher
- Martha Hill (1900–1995), Tanzpädagogin
- Roger M. Kyes (1906–1971), stellvertretender Verteidigungsminister 1953/1954
- Crystal Mackall (* 1960), Ärztin und Immunologin
- J. T. Miller (* 1993), Eishockeyspieler
- Jesse R. Pitts (1921–2003), Soziologe